# Kurov
Kurov je obec na Slovensku v okrese Bardejov. Žije zde 676 obyvatel, první písemná zmínka pochází z roku 1332. Nachází se zde římskokatolický kostel svatého Šimona a Judy z roku 1841, řeckokatolický chrám svatého Lukáše z roku 1884 a nově postavený pravoslavný chrám téhož zasvěcení z roku 1994. Z Kurova vede silnice přes nedaleké Kurovské sedlo do Polska.